# Riacho do Navio
O Riacho do Navio é um curso de água intermitente e afluente do rio Pajeú, que atravessa o sertão pernambucano. Sua fama se deve à música "Riacho do Navio", composta pelo Rei do Baião Luiz Gonzaga em parceria com Zé Dantas.
O riacho recebe esse nome por causa de uma pedra localizada na Fazenda Algodões, na zona rural de Floresta, que dizem lembrar um navio.
Há quem diga que o pai de Luiz Gonzaga, Januário, é natural de Floresta e que Luiz, uma vez tendo passado pela cidade, fez essa música em sua homenagem e ao Riacho do Navio. Esta música propõe a filosofia de voltar para o simples, quando sugere que "se fosse um peixe" trocaria o imenso mar pela simplicidade do riacho do Navio; mas, para isso, o tal peixe mencionado na música teria, para tanto, o desafio de nadar contra as águas. Contudo, ao chegar no riacho, teria vida simples em seu "ranchinho", cujo nome é Brejinho.
Luiz Gonzaga também canta a cidade de Floresta na música "Meu Pajeú", onde ele menciona a saudade que tem pelo Nordeste enquanto vive no Sul, mas no dia em que voltar fará uma seresta e irá rezar uma novena ao Bom Jesus dos Aflitos, padroeiro de Floresta. [carece de fontes?]

## Geografia

### Clima
Na Mesorregião do São Francisco Pernambucano, onde se encontra o município, as precipitações pluviométricas quase nunca são superiores a 500 mm anuais, temperaturas médias ficam entre 24°C e 26°C a umidade relativa do ar é baixa, com média anual inferior a 70%. O clima nessa mesorregião é do tipo BSHW’ semiárido, com estação seca bem definida e com chuvas concentradas sobretudo no verão.

### Localização
Nascente 8° 04′ 30″ S, 37° 49′ 38″ O (3,1km a sul-sudeste de Sitio dos Nunes, Flores (Pernambuco)); Foz 8° 38′ 18″ S, 38° 34′ 44″ O (desagua no rio Pajeú, a 4,1km ao sul de Floresta (Pernambuco)).